# Ribbingsfors
Ribbingsfors är en herrgård och en trakt i Gullspångs kommun i Västergötland. Den ligger invid sjön Skagern och i Amnehärads socken.

## Historik
Äldre namn för godset var Hjulsta eller Hulestad, ett ortnamn som fortlever i Hjulstanäs som är en udde på andra sidan sjön.
Gården köptes i början av 1600-talet av riksrådet Bo Ribbing, då fick gården sitt nuvarande namn. Källarvåningen är delvis från denna tid. Vid denna tidpunkt växte Ribbingsfors sannolikt till en större och mer betydelsefull gård. 
Omkring sekelskiftet år 1700 uppfördes troligen en ny mangårdsbyggnad i karolinsk stil. I samband med ägarskifte på 1830-talet genomfördes en rad byggnadsarbeten på Ribbingsfors. Bland annat byggdes mangårdens byggnader om, särskilt huvudbyggnaden och södra flygelbyggnaden, i den rådande tidens ideal efter ritningar av arkitekt Carl Eric Ferngren. Troligen är huvudbyggnaden, möjligen med undantag för källarvåningen, uppförd i sin helhet under 1830-talet.
Bland senare ägare återfinns Bengt Gustaf Geijer, Carl Fredrik af Geijerstam och Gottfrid Fineman.
Huvudbyggnaden och den södra flygelbyggnaden fick på 1830-talet en tydlig nyklassicistisk karaktär, medan den norra flygeln behölls i en något mer ålderdomligt utseende. Huvudbyggnaden omfattar två hela våningsplan samt källare och vindsvåning, medan de båda flyglarna är uppförda i 1 1/2 plan. Kring 1800-talets mitt uppfördes på huvudbyggnadens norra gavel en tillbyggnad med köksingång. och någon gång mellan 1876 och 1896 uppfördes en veranda med rikt arbetade snickeridetaljer på vardera långsidan.
År 1912 försågs de båda flygelbyggnaderna med verandor. Huvudbyggnadens och de två flyglarnas fasader är klädda med bred locklistpanel, som målats i en ljust gul kulör. Pilastrar, fönster- och dörromfattningar och övriga snickeridetaljer är målade i en ljust grå kulör. Taken täcks av skiffer. Huvudbyggnadens frontespiser och verandatak är plåttäckta och tillbyggnaden vid norra gaveln har ett listtäckt papptak.
Frans G. Bengtsson bodde 1938 till sin död 1954 på Ribbingsfors där han även skrev böckerna om Röde Orm.

På 1990- talet var herrgården i mycket dåligt skick och renoverades varsamt under ca 30 år. Herrgården ägs idag av Thorsten Brandberg och används som hotellverksamhet. I anslutning till herrgården ligger golfbanan Ribbingsfors Golf & Kultur.
1. ↑  Lantmäteriet - Kartsök och ortnamn
2. ↑  100:1, Riksantikvarieämbetet.
3. 1 2 3 4 5 6  ”Ribbingsfors herrgård, Gullspångs kommun”. Kulturförvaltningen. 1 juli 2019. https://www.vgregion.se/f/kulturforvaltningen/natur-och-kulturarv/platser--landskap/underverk-i-vastra-gotaland/ribbingsfors-herrgard-gullspangs-kommun/. Läst 19 juli 2024.
4. ↑  Ribbingsberg i Historiskt-geografiskt och statistiskt lexikon öfver Sverige i 7 band, Stockholm 1856-1870